# Hylaia cardiophora
Hylaia cardiophora là một loài bọ cánh cứng trong họ Endomychidae. Loài này được Wurst miêu tả khoa học năm 1997.